# Fjodor Lwowitsch Nasarow
Fjodor Lwowitsch Nasarow, russisch Фёдор Льво́вич Наза́ров, englische Transkription Fedor Nazarov, auch Fedja Nazarov, (* 8. September 1967) ist ein russischer Mathematiker, der sich mit Harmonischer Analysis befasst.
Nasarow studierte an der Staatlichen Universität Sankt Petersburg, an der er 1989 das Diplom summa cum laude erhielt und 1993 bei Victor Havin promoviert wurde (Local estimates for exponential polynomials and their application to uncertainty type inequalities). Ab 1992 war er Assistenzprofessor an der Universität Sankt Petersburg (ab 1994 beurlaubt). 1994/95 war er am Institute for Advanced Study. Ab 1995 war er an der Michigan State University in East Lansing (ab 1997 als Assistant Professor), ab 2007 an der University of Wisconsin-Madison und ab 2011 ist er Professor an der Kent State University. 
1994 war er Gastprofessor am Institut des hautes études scientifiques (IHES).
1999 erhielt er den Salem-Preis für Beiträge zur Harmonischen Analysis (besonders die Unbestimmtheitsrelation) und die Methode der Bellmann-Funktionen.
Er war 2010 Invited Speaker auf dem Internationalen Mathematikerkongress in Hyderabad (Indien) (Random complex zeros and random nodal lines, mit Mikhail Sodin). 1993 erhielt er den Preis der Sankt Petersburger Mathematischen Gesellschaft.